# Diecezja Nanyang
Diecezja Nanyang (łac. Dioecesis Naniamensis, chiń. 天主教南阳教区) – rzymskokatolicka diecezja ze stolicą w Nanyang w prowincji Henan, w Chińskiej Republice Ludowej. Biskupstwo jest sufraganią archidiecezji Kaifeng.

## Historia
W 1844 papież Grzegorz XVI erygował wikariat apostolski Henanu. Dotychczas wierni z tych terenów należeli do diecezji nankińskiej (obecnie archidiecezja nankińska). 28 sierpnia 1882 wydzielono z niego wikariat apostolski Północnego Henanu (obecnie diecezja Jixian) i prefekturę apostolską Zachodniego Henanu (obecnie diecezja Zhengzhou). Omawiana jednostka zmieniła nazwę na wikariat apostolski Południowego Henanu. 21 września 1916 wydzielono jeszcze wikariat apostolski Wschodniego Henanu (obecnie archidiecezja Kaifeng).
3 grudnia 1924 wikariat apostolski Południowego Henanu zmienił nazwę na wikariat apostolski Nanyang. 2 marca 1933 odłączono od niego prefekturę apostolską Zhumadian (obecnie diecezja Zhumadian).
W wyniku reorganizacji chińskich struktur kościelnych dokonanych przez Piusa XII 11 kwietnia 1946 wikariat apostolski Nanyang został podniesiony do rangi diecezji.
Z 1950 pochodzą ostatnie pełne, oficjalne kościelne statystyki. Diecezja Nanyang liczyła wtedy:
- 22 807 wiernych (0,6% społeczeństwa)
- 34 kapłanów (8 diecezjalnych i 26 zakonnych)
- 38 sióstr zakonnych
- 44 parafie[1].

Od zwycięstwa komunistów w chińskiej wojnie domowej w 1949 diecezja, podobnie jak cały prześladowany Kościół katolicki w Chinach, nie może normalnie działać. Z ponad 100 miejsc kultu w latach 40. w 1958 r. działały tylko 3 kościoły a oficjalna liczba wiernych spadła do 6660. Księża, którzy odmówili wstąpienia do Patriotyczne Stowarzyszenie Katolików Chińskich, byli zamykani w obozach pracy. W 1981 potajemnie został wyświęcony na biskupa Joseph Jin Dechen. Jednak już w tym samym roku został ponownie aresztowany i skazany na 15 lat więzienia. Po wcześniejszym zwolnieniu w 1992 zamieszkał w jednej wsi w pobliżu Nanyang. Oprócz bp Jin Dechena władze aresztowały i skazały na 10–15 lat więzienia 3 innych kapłanów z tej diecezji. W 1985 statystyki diecezji przedstawiały się następująco: 5 kapłanów, 4129 wiernych i 5 zwróconych kościołów.
W 1995 bp Jin Dechen wyświęcił potajemnie swojego koadiutora Josepha Zhu Baoyu - wieloletniego więźnia za wiarę. W 2010 bp Zhu Baoyu złożył na ręce papieża rezygnację ze względu na podeszły wiek. Jednak rok później 90-letni biskup przystąpił do Patriotycznego Stowarzyszenia Katolików Chińskich i został koncesjonowanym przez władze antybiskupem Nanyang, co spotkało się z dużymi kontrowersjami wśród duchowieństwa i wiernych świeckich.
W 2007 potajemną sakrę przyjął Peter Jin Lugang. Służy on w wiernym papieżowi Kościele podziemnym i jest kontrolowany przez pekińskie władze.

## Ordynariusze

### Wikariusze apostolscy
- Jean-Henri Baldus CM[7] (1844 - 1865) następnie mianowany wikariuszem apostolskim Jiangxi
- André Jandard CM (1865 - 1869) prowikariusz, nie przyjął sakry biskupiej
- Simeone Volonteri MEM[8] (1869 - 1904) do 1873 prowikariusz
- Angelo Cattaneo MEM[8] (1905 - 1910)
- Noè Giuseppe Tacconi MEM[8] (1911 - 1916) następnie mianowany wikariuszem apostolskim Wschodniego Henanu
- Flaminio Belotti PIME[8] (1917 - 1938)
- Pietro Massa PIME[8] (1938 - 1946)

### Biskupi
- Pietro Massa PIME (1946 - 1978) de facto wydalony z kraju przez komunistów nie miał realnej władzy w diecezji
- sede vacante (1978 - 1981)
- Joseph Jin Dechen (1981 - 2002[5])
- Joseph Zhu Baoyu (2002[9] - 2010)
- sede vacante (2010 - nadal)

### Antybiskup
Ordynariusz mianowany przez Patriotyczne Stowarzyszenie Katolików Chińskich nie posiadający mandatu papieskiego:
- Joseph Zhu Baoyu (2011 - 2020).